# Zweites Entlastungspaket
Als Zweites Entlastungspaket, auch Entlastungspaket 2 oder Zweites Energiekosten-Entlastungspaket, wird eines von mehreren Regelungsbündeln der deutschen Bundesregierung bezeichnet, das im Jahr 2022 beschlossen wurde, um die finanziellen Auswirkungen stark gestiegener Energiekosten für Bevölkerung und Wirtschaft abzumildern. Es umfasste:
- „Energiepreispauschale“: Einmalige Zahlung für einkommensteuerpflichtige Erwerbstätige, Selbstständige und Gewerbetreibende in Höhe von 300 Euro
- „Kinderbonus“: Einmalige Erhöhung des Kindergeldes im Juli 2022 um 100 Euro
- Einmalzahlung für Empfängerinnen und Empfänger von Sozialleistungen in Höhe von 200 Euro
- „Tankrabatt“: Absenkung der Energiesteuer auf Kraftstoffe, befristet für die drei Monate Juni bis August 2022
- „9-Euro-Ticket“: Ebenfalls befristet für die drei Monate Juni bis August 2022